# Ridle Baku
Bote Ridle Nzuzi Baku (* 8. dubna 1998) je německý profesionální fotbalista, který hraje na pozici pravého obránce za klub VfL Wolfsburg a německý národní tým.

## Klubová kariéra

### Mohuč
V sezóně 2017/18 se Baku připojil k týmu Mainz 05 II a v Regionalliga Südwest debutoval 30. července 2017 při domácím vítězství 3:0 nad FSV Frankfurt. Svůj první gól za rezervní tým vstřelil Baku 16. září 2017 při domácím vítězství 2:0 nad Kickers Offenbach.
Svůj profesionální debut v dresu Mohuče si odbyl v DFB-Pokalu dne 19. prosince 2017, kdy nastoupil při domácím vítězství 3:1 nad VfB Stuttgart. Svůj bundesligový debut si odbyl 29. dubna 2018 při domácím vítězství 3:0 nad RB Lipsko.

### Wolfsburg

#### Sezóna 2020/21
Dne 1. října 2020 Baku dokončil přestup do dalšího bundesligového týmu VfL Wolfsburg za nezveřejněnou částku a podepsal pětiletou smlouvu. Svůj klubový debut si odbyl o tři dny později při remíze 0:0 s Augsburgem, když v základní sestavě nahradil Renata Steffena, který byl pozitivně testován na Covid-19. Svůj první gól za klub vstřelil 1. listopadu při remíze 1:1 s Herthou Berlín.
Baku zaujal ve své první sezóně v klubu a byl jmenováno do bundesligového týmu sezóny. Přispěl k tomu 2583 náběhy v 31 zápasech, včetně 993 sprintů, což je o více než 150 víc než druhý hráč na tomto seznamu. Vstřelil šest gólů a přidal čtyři asistence, k tomu přidal 82 centrů, 32 střel a 305 úspěšných zákroků.

#### Sezóna 2021/22
Baku skóroval v úvodním zápase Wolfsburgu v sezóně 2021/22 8. srpna 2021, když klub v prvním kole DFB-Pokalu zvítězil 3:1 nad Preußen Münster. Wolfsburg ovšem zápas nakonec kontumačně prohrál, protože v zápase využil 6 střídání místo povolených pěti. Baku skóroval znovu o dva týdny později při ligové výhře nad Herthou Berlín.

## Reprezentační kariéra
Baku si vysloužil své první povolání do německého seniorského týmu 8. listopadu 2020. Debutoval 11. listopadu 2020 v přátelském utkání proti Česku. Dne 6. června 2021 vyhrál s Německem U21 Mistrovství Evropy ve fotbale hráčů do 21 let 2021, když si připsal asistenci u jediného gólu ve finále proti Portugalsku.

## Osobní život
Narodil se 8. dubna 1998 v Mohuči v Německu jako Bote Nzuzi Baku a je konžského původu. Jeho dvojčetem je Makana Baku, který je také profesionálním fotbalistou. Přezdívku "Ridle" mu dal jeho otec, který byl fanouškem německého fotbalisty Karla-Heinze Riedleho. V roce 2018 bylo do jeho jména legálně přidáno jméno Ridle.

## Statistiky

### Klubové
Platí k zápasu hranému 29. října 2024.
| Klub              | Sezóna            | Liga              | Liga   | Liga | Národní pohár | Národní pohár | Kontinentální | Kontinentální | Celkově | Celkově |
| Klub              | Sezóna            | Soutěž            | Zápasy | Góly | Zápasy        | Góly          | Zápasy        | Góly          | Zápasy  | Góly    |
| ----------------- | ----------------- | ----------------- | ------ | ---- | ------------- | ------------- | ------------- | ------------- | ------- | ------- |
| Mohuč             | 2017/18           | Bundesliga        | 3      | 2    | 1             | 0             | –             | –             | 4       | 2       |
| Mohuč             | 2018/19           | Bundesliga        | 15     | 0    | 1             | 0             | –             | –             | 16      | 0       |
| Mohuč             | 2019/20           | Bundesliga        | 30     | 1    | 1             | 0             | –             | –             | 31      | 1       |
| Mohuč             | 2020/21           | Bundesliga        | 2      | 0    | 1             | 0             | –             | –             | 3       | 0       |
| Mohuč             | Celkově           | Celkově           | 50     | 3    | 4             | 0             | –             | –             | 54      | 3       |
| Wolfsburg         | 2020/21           | Bundesliga        | 32     | 6    | 3             | 0             | –             | –             | 35      | 6       |
| Wolfsburg         | 2021/22           | Bundesliga        | 34     | 3    | 1             | 1             | 6             | 1             | 41      | 5       |
| Wolfsburg         | 2022/23           | Bundesliga        | 33     | 5    | 3             | 0             | –             | –             | 36      | 5       |
| Wolfsburg         | 2023/24           | Bundesliga        | 33     | 1    | 3             | 1             | –             | –             | 36      | 2       |
| Wolfsburg         | 2024/25           | Bundesliga        | 8      | 1    | 2             | 0             | –             | –             | 10      | 1       |
| Wolfsburg         | Celkově           | Celkově           | 140    | 16   | 12            | 2             | 6             | 1             | 158     | 19      |
| Celkově v kariéře | Celkově v kariéře | Celkově v kariéře | 190    | 18   | 16            | 2             | 6             | 1             | 212     | 21      |

### Reprezentační
Platí k zápasu hranému 14. listopadu 2021.
| Národní tým | Rok     | Zápasy | Góly |
| ----------- | ------- | ------ | ---- |
| Německo     | 2020    | 1      | 0    |
| Německo     | 2021    | 3      | 1    |
| Celkově     | Celkově | 4      | 1    |

#### Reprezentační góly
Skóre a výsledky Německa jsou vždy zapsány jako první. Góly Ridleho Bakua jsou zvýrazněny.
| Gól | Datum              | Místo                                | Zápas | Soupeř          | Skóre | Výsledek | Soutěž                                           |
| --- | ------------------ | ------------------------------------ | ----- | --------------- | ----- | -------- | ------------------------------------------------ |
| 1.  | 11. listopadu 2021 | Volkswagen Arena, Wolfsburg, Německo | 3.    | Lichtenštejnsko | 7:0   | 9:0      | Kvalifikace na Mistrovství světa ve fotbale 2022 |

## Úspěchy
Německo U21
- Mistrovství Evropy ve fotbale hráčů do 21 let: 2021

Individuální
- Tým turnaje Mistrovství Evropy ve fotbale hráčů do 21 let: 2021
- Tým sezóny Bundesligy: 2020/21